# Драган Апић
Драган Апић (Нови Сад, 3. октобар 1995) српски је кошаркаш. Игра на позицији центра. 

## Биографија
Кошарком је почео да се бави 2003. године у клубу Дифенс из Жабља. Од 2010. играо је за млађе категорије Вршца (тадашњег Хемофарма), а у току сезоне 2012/13. прикључен је и првом тиму тог клуба. У дресу Вршчана запажене партије пружио је током Кошаркашке лиге Србије 2014/15. и тиме је завредео место у идеалној петорци такмичења. Крајем марта 2015. године, пред сам почетак Суперлиге Србије, потписао је уговор са Црвеном звездом и одмах је прослеђен на позајмицу ФМП-у. Дана 13. септембра 2017. потписао је четворогодишњи уговор са Црвеном звездом и тада је званично прикључен њеном првом тиму. Забележио је пет наступа за Звезду на почетку такмичарске 2017/18, након чега је 14. децембра 2017. поново прослеђен на позајмицу у ФМП. У сезони 2018/19, Апић је у дресу ФМП-а на 14 одиграних утакмица у АБА лиги просечно бележио 21,3 поена, 7,2 скока и 1,8 асистенција по мечу. Дана 18. јануара 2019. напустио је ФМП и потписао уговор на четири и по године са Локомотивом Кубањ. Дана 6. јануара 2020. прослеђен је на позајмицу до краја сезоне у шпанског прволигаша Сан Пабло Бургос. Дана 4. јула 2020. потписао је двогодишњи уговор са Игокеом. Само 11 дана након што је потписао уговор са Игокеом исти је и споразумно раскинут због тога што је, како је објављено у званичном саопштењу, играч добио вишеструко бољу понуду другог клуба. Истог дана када је напустио Игокеу, Апић је потписао двогодишњи уговор са екипом подгоричке Будућности. Са екипом Будућности је освојио национално првенство и куп у сезони 2020/21. У јулу 2021. напустио је Будућност и потписао уговор са екипом Зјелона Горе. Са Зјелона Гором је у такмичарској 2021/22. освојио пољски Суперкуп а уврштен је и у идеалну петорку тамошњег првенства. У јулу 2022. потписао је уговор са Нижњи Новгородом. Напустио је руски клуб у јануару 2024. када је прешао у француски Ле Ман. За сезону 2024/25. потписао је уговор са шпанским Бреоганом.
Са младом репрезентацијом Србије освојио је злато на Европском првенству 2015. године. За сениорску репрезентацију Србије дебитовао је у квалификацијама за Европско првенство 2022.

## Успеси

### Клупски
- Будућност:
  - Првенство Црне Горе (1): 2020/21.
  - Куп Црне Горе (1): 2021.

- Зјелона Гора:
  - Суперкуп Пољске (1): 2021.

### Репрезентативни
- Европско првенство до 20 година:  2015.